# Ярополч Залесский
Яропо́лч Зале́сский — древний русский город во Владимирской земле.

## Расположение
Располагался на правом берегу реки Клязьмы, в 5 км к востоку от современного города Вязники, в 1 км к северо-западу от села Пировы-Городищи и являлся центром Ярополчской волости. Приставка «Залесский» к названию города добавлена современными исследователями, чтобы подчеркнуть его принадлежность к Залесской Руси (междуречье Оки и Волги), так как город с названием Ярополч существовал также и в Киевском княжестве.

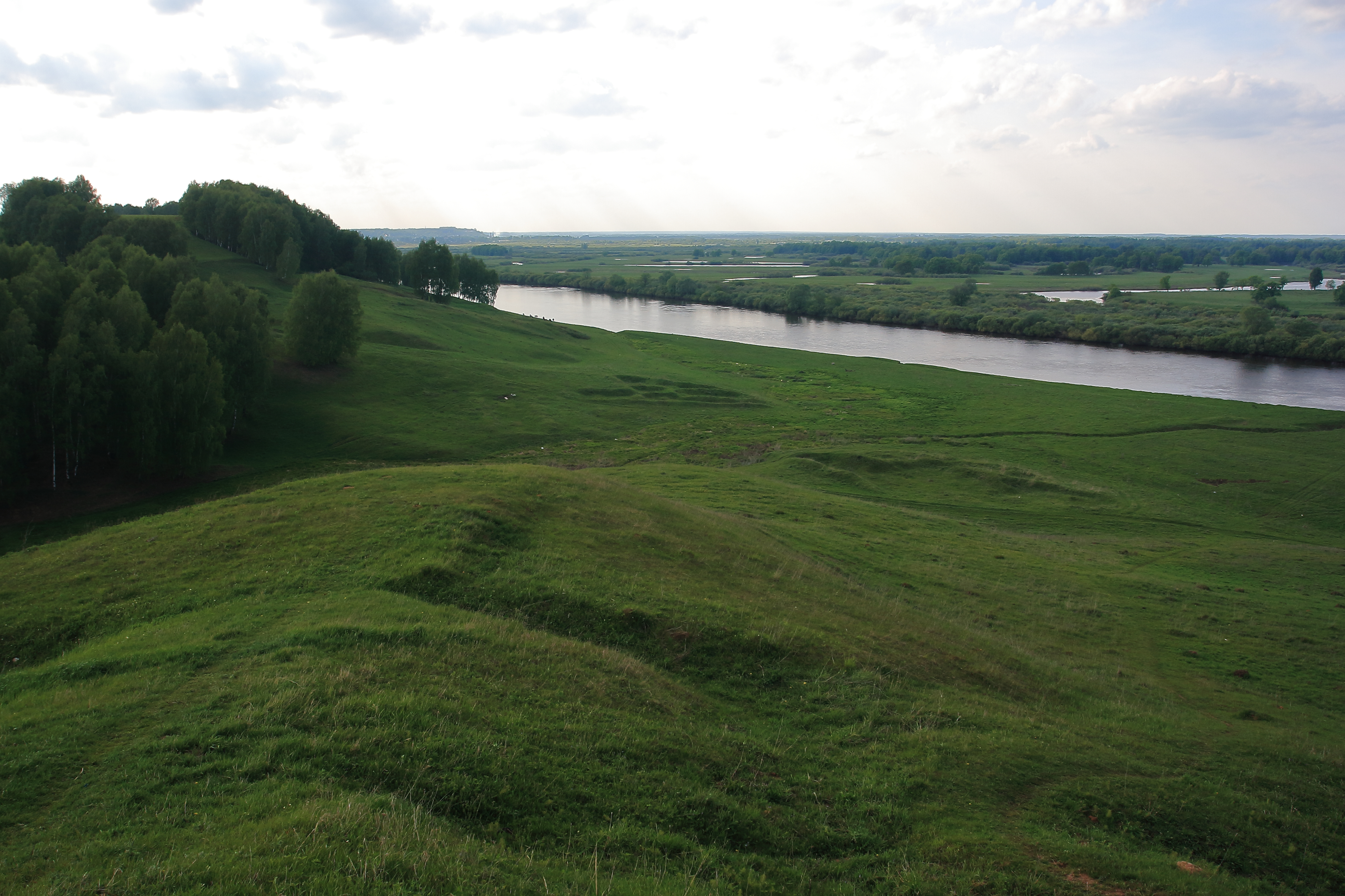
Вид на Клязьму со стороны остатков валов Ярополча

## Детинец
В 1950-х и 1960-х годах на месте города проводились масштабные раскопки, и сейчас Ярополч Залесский является одним из наиболее хорошо изученных древнерусских поселений Владимирщины. Детинец Ярополча Залесского по размерам (около 2,8 га) принадлежит к категории городских поселений Древней Руси. Площадка занимает восточную, наиболее широкую и возвышенную часть мыса, к востоку от городища, она полукруглая в плане, размерами около 230×125 м, площадью около 2.8 га., высота над рекой до 50 м, с севера, востока и юга — остатки полукольцевого вала, с напольной восточной стороны достигающего высоты 5 м при ширине в основании до 15 м. Перед валом с напольной стороны — глубокий, сильно размытый ров. Слабые следы рва прослежены с западной стороны площадки. Общая длина вала около 300 м. С напольной стороны в системе укреплений имеется разрыв шириной 16 м — остатки въездных ворот.

## История

### Домонгольский период
В результате раскопок, проводимых экспедицией АН СССР совместно с Владимиро-Суздальским музеем-заповедником и Вязниковским краеведческим музеем, а также на основе летописных данных установлено, что город был основан братом Юрия Долгорукого, Ярополком Владимировичем, в 1135—1138 годах. Название города Ярополч — притяжательная форма имени князя (т.е. «Ярополков», «принадлежащий Ярополку»). Детинец Ярополча был хорошо укреплён валами и деревянными стенами. Управление городом осуществлял княжеский наместник или тиун, усадьба которого выделялась особенным богатством среди рядовой городской застройки.
Ярополч Залесский был значимым ремесленно-торговым центром. Археологический материал свидетельствует об искусных мастерах гончарного, костерезного, железоделательного, ювелирного и др. ремёсел. Значительное место среди находок в Ярополче занимают оружие и предметы снаряжения всадника. Раскрытое археологами кладбище жертв осады указывает, что жители города оказали сильное сопротивление татаро-монгольским завоевателям. Однако город был взят, все постройки сожжены, жители перебиты. Возможно, незначительная часть жителей спаслась от нашествия, вернулась в Ярополч, но поселилась не в детинце, а за пределами валов. Город как таковой перестал существовать.

### Послемонгольский период
Новый Ярополч впервые упоминается в договорной грамоте великого князя Василия Дмитриевича (сына Дмитрия Донского) с дядей Владимиром Андреевичем в 1389 году «А ци каким делом отоимется от тобе Ржева и дати ими тобе во Ржевы место Ярополча да Медуши». Судя по этой грамоте, Ярополчем называлась и большая округа вокруг слободы.
Ярополчской волостью какое-то время владели боровские князья, находившиеся на службе великих князей московских. Однако Ярополч, названный в Списке русских городов дальних и ближних по старой памяти городом, на самом деле перестал быть таковым. В жалованных грамотах великих князей XIV—XV веков, когда речь идёт о Ярополче, всегда говорится не о наместниках, как обычно в городах, а о волостелях ярополчских. Следовательно, Ярополч не считался городом, а был лишь центром волости, в которой находились и чёрные, и монастырские земли.
Новый Ярополч располагался на Мининской горе. Гора названа так, потому что здесь останавливались на постой дружины Минина и Пожарского. Борьба России против иностранной польско-шведской интервенции в начале XVII века не могла не затронуть Ярополч, находившийся на государевой ямской дороге Москва — Нижний Новгород. Когда в 1608 году на Руси образовалось два политических центра — в Тушине, где находился Лжедмитрий II, и в Москве, в которой был царь Василий Шуйский — ярополчане, как говорится в документе того времени, «Василию Шуйскому учали крест целовати». Эта приверженность правому делу проявилась и во время создания народного ополчения 1612 года. Весть о его создании и о сборе нижегородским посадским человеком Кузьмой Мининым средств на него распространились по всем ближайшим к Нижнему Новгороду городам. Дошла она и до Ярополча, жители которого откликнулись на патриотический призыв нижегородцев. Через Ярополч из Суздаля в Нижний Новгород в октябре 1611 года проскакал во главе своего отряда князь Дмитрий Пожарский. Часть ярополчан влилась в этот отряд, вступив затем и в ряды народного ополчения. В октябре 1612 года Москва была освобождена от интервентов, а в начале 1613 года проходивший в ней Земский собор избрал на царский престол Михаила Федоровича Романова. Одним из первых его действий была передача Ярополча князю Фёдору Мстиславскому. Для Ярополча наступил новый этап развития.
В 1657 году по указу царя Алексея Михайловича в Вязниковской слободе на Мининской горе «был сделан земляной город с каменными башнями по углам, а по валу дубовые стены». С этих пор в указах царей стали писать «в селе Мининском внутри Ярополча».
Одновременно с возвышением Ярополча у стен его формировалась торгово-ремесленная Вязниковская слобода. Расположенная на торговом тракте вдоль реки Клязьма Вязниковская слобода втягивалась в устанавливавшиеся товарно-денежные отношения. Её жители промышляли ремеслом и торговлей. К середине XVIII века торгово-промышленная Вязниковская слобода заметно обогнала в развитии Ярополч.
Возвышение Ярополча длилось недолго. 1 июня 1703 года деревянный город был уничтожен страшным пожаром, после которого он так и не смог до конца оправиться. Сгоревшие деревянные стены вокруг Ярополча не восстанавливались, однако как административный центр он продолжал существовать. Предпринимались даже попытки его новой отстройки. На месте старых домов возводились новые. Но новое строительство не спасло старый Ярополч. После этого началось возвышение Вязниковской Слободы, прилегавшей к Ярополчу. Со временем Вязниковская слобода стала городом Вязники.